# نشت برکورن
نشت برکورن (انگلیسی: Neşet Berküren؛ ۱۹۱۱ – ۱۲ ژوئیهٔ ۱۹۶۳) بازیگر اهل ترکیه بود.